# Veleposlaništvo Republike Slovenije v Kanadi
Veleposlaništvo Republike Slovenije v Kanadi (uradni naziv Veleposlaništvo Republike Slovenije Ottawa, Kanada) je diplomatsko-konzularno predstavništvo (veleposlaništvo) Republike Slovenije s sedežem v Ottawi (Kanada). 
Trenutni veleposlanik je Andrej Medica.

## Veleposlaniki
- Andrej Medica (2025-danes)
- Andrej Gregor Rode (2021-2025)
- Melita Gabrič (2018-2021)
- Marjan Cencen (2014-2018)
- Tomaž Kunstelj (2006-2014)
- Veroniko Stabej (2002-2006)
- Božo Cerar (1997-2001)
- Marijan Majcen (1993-1997)